# Castelli (Buenos Aires)
Castelli è un comune dell'Argentina situato nella provincia di Buenos Aires. La località è il capoluogo amministrativo del Partido di Castelli.